# 天主教纳西克教区
天主教納西克教區 （拉丁語：Dioecesis Nashikensis）是羅馬天主教的一個教區，位於印度西部，包括馬哈拉施特拉邦納西克專區，受孟買總教區管轄。
教區成立於1988年5月15日，2004年有卅三個堂區、86,090教友（佔轄區總人口0.4%）、109名司鐸。現任主教為盧德‧達尼爾。